# Moknine
Moknine (àrab: المُكْنِين, al-Muknīn) és una ciutat de Tunísia, a la governació de Monastir, situada uns 17 km al sud-est de la ciutat de Monastir, i propera a la costa. Al sud-oest de la ciutat hi ha la sabkha de Moknine. La municipalitat fou creada per decret el 19 de febrer de 1921 i té 48.389 habitants. És capçalera d'una delegació amb una població de 75.090 habitants al cens del 2004.

## Etimologia
El seu nom segurament deriva de makna, una paraula amaziga que vol dir ‘turó’.

## Economia
És alhora un centre turístic i la seu del mercat comarcal. L'agricultura encara hi és important. El barri dels artesans (àrab Kalaket) està situat a la part oriental i té 41 magatzems amb uns 100 treballadors experts especialitzat en la fabricació de plats de ceràmica. L'artesania troba sortida en el mercat turístic i la ciutat ha estat declarada capital de la ceràmica del Sahel tant per la seva producció actual com per la tradició que es remunta a l'època romana. També destaquen els seus joiers. Té un gran mercat a l'engròs, conegut le petit rungis, que és el quart del país, amb 22.000 m², la meitat coberts.

## Patrimoni
La ciutat disposa d'un petit museu a la mesquita de Sidi Bou Abana, del segle xiii.
A la part oest s'hi han trobat restes romanes.
La ciutat segurament es va fundar al segle x, ja que un document que es conserva al Museu de Monastir i que du aquesta data ja parla d'un lloc anomenat Makna.

## Personatges il·lustres
De la ciutat és nadiu el poeta Said Ben Mohamed Ben Hadj Kacem Boubaker (1899-1948).

## Administració
És el centre de la delegació o mutamadiyya homònima, amb codi geogràfic 32 58 (ISO 3166-2:TN-12), dividida en tretze sectors o imades:
- Moknine Est (32 58 51)
- Moknine Sud (32 58 52)
- Moknine Nord (32 58 53)
- Ras El Ouad (32 58 54)
- Moknine Ouest (32 58 55)
- Khéredine (32 58 56)
- Sidi Bennour (32 58 57)
- Menzel Farsi (32 58 58)
- Chérahil (32 58 59)
- Amiret El Fehoul (32 58 60)
- Amiret El Hojjaj (33 58 61)
- Amiret Touazra (32 58 62)
- Amiret Touazra Sud (32 58 63)

Al mateix temps, forma una municipalitat o baladiyya (codi geogràfic 32 25).